# Кампу-ду-Жереш
Кампу-ду-Жереш (порт. Campo do Gerês; МФА: [ˈkɐ̃.pu du ʒɨ.ˈɾeʃ]) — парафія в Португалії, у муніципалітеті Терраш-де-Бору. Розташована в північно-західній частині країни, на теренах історичної португальської провінції Дору-Міню. Входить до складу округу Брага. За адміністративним поділом, чинним до 1976 року, терени парафії були складовою провінції Міню. Належить до Бразької архідіоцезії Католицької церкви. Патрон — святий Іван. Площа — 68,7648 км². Населення — 162 ос. (2011). Слабо урбанізований регіон. Густота населення — 2,36 осіб/км²
. Код — 031003.

## Населення
| Кількість мешканців | Кількість мешканців | Кількість мешканців | Кількість мешканців | Кількість мешканців | Кількість мешканців | Кількість мешканців | Кількість мешканців | Кількість мешканців | Кількість мешканців | Кількість мешканців | Кількість мешканців | Кількість мешканців | Кількість мешканців | Кількість мешканців |
| ------------------- | ------------------- | ------------------- | ------------------- | ------------------- | ------------------- | ------------------- | ------------------- | ------------------- | ------------------- | ------------------- | ------------------- | ------------------- | ------------------- | ------------------- |
| 1864                | 1878                | 1890                | 1900                | 1911                | 1920                | 1930                | 1940                | 1950                | 1960                | 1970                | 1981                | 1991                | 2001                | 2011                |
| 352                 | 363                 | 388                 | 380                 | 398                 | 394                 | 410                 | 410                 | 489                 | 437                 | 835                 | 226                 | 193                 | 187                 | 162                 |